# 勘定板
『勘定板』は古典落語の演目の一つ。

## あらすじ
とある、トイレの文化がない田舎の村では、糞便は海のそばにある紐のついた板の上でやり、用が終わると紐を引き海に流すという様式がとられ、この糞便をすることを｢カンジョウをする｣といい、糞便をするための板のことを｢カンジョウ板｣と呼んでいた。
そんな村の若い二人が江戸の方へ旅をしに来て、糞便がしたくなったから大騒ぎ。宿の奉公人に｢カンジョウがしたい｣と言うと、当然店のほうは｢お勘定をしたい｣と勘違いする。奉公人がそのことを宿屋の主人に伝えると、宿屋の主人は｢彼らは田舎の方みたいで、『江戸という堅苦しい街は毎日お勘定を取り立てるものだ』と勘違いされているのだろう。だから、『お勘定はお立ちになる、半月後にまとめて頂戴しますのでご心配なく。』と伝えなさい。｣という言伝をする。
奉公人もその通り伝えるが、二人は半月もトイレを我慢しろと言われているようなものなので、やや怒り気味に｢カンジョウ板｣を持ってくるように言う。そうすると、店の方も｢カンジョウ板｣という言葉に聞き覚えがないため、困惑するが、勘定をするための板として考えられるのは算盤ぐらいなため、一番上等な巨大な算盤と勘定が書かれた明細書を持っていかせる。
そういうわけで算盤を持ってこられた田舎者二人はカンジョウ板にしては小さいとブツブツ言いながらも算盤の上に用を足し、明細書でお尻をふくのだが、用を足したのが算盤であったため、珠が車輪のようになり転がりだし、それを見ていたふたりは｢江戸のカンジョウ板はすげぇなぁ。誰かが紐を引かなくても自分でどっかに行っちまったよ…｣ともらすのであった。

## 概略
言葉の勘違いがとんでもない騒動を生む噺である。
算盤を見せられた田舎者二人が、「これでどうやってカンジョウをするんだ」と奉公人に問い、「まとめて勘定していただければ後で取りに伺います」などと説明され、用の足しかたと勘違いしてパニックを起こすシーンがハイライトとなる。
用を足してからのシーンは尾籠そのものなので、田舎者が混乱して困り果てるところで噺を終える場合もある。
サゲのバリエーションとしてはこの他に､階段の下で番頭がカリントウという実にカンジョウにそっくりなものを食べており､その上へ車みたいに転がってきた算盤から落ちたカンジョウが乗っかり､それを手に取った番頭が｢あれ？このカリントウ､湿気てやがる…｣と言いながら食べてしまう(動作サゲ)､というものがある。